# Mita minera

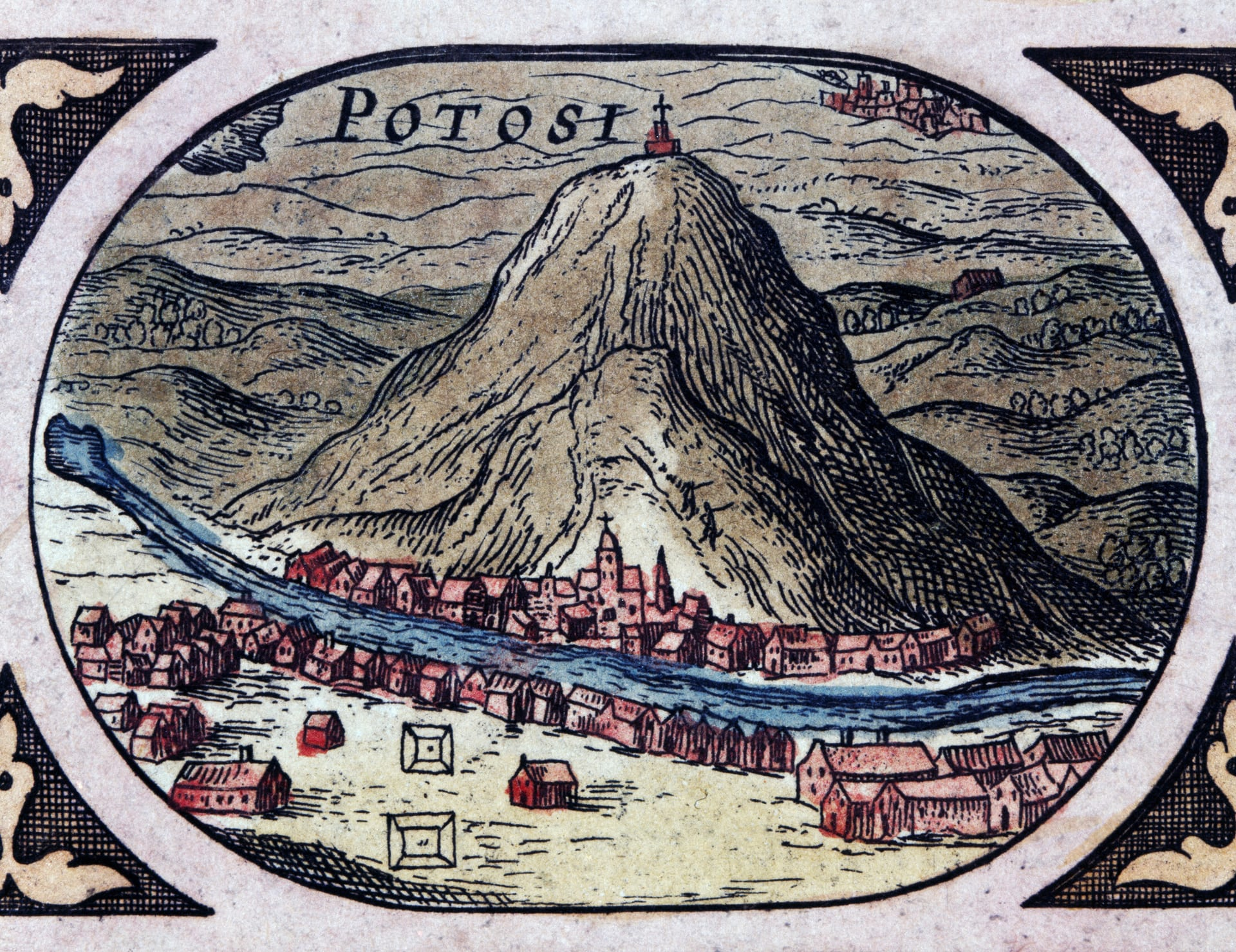
Cerro Rico de Potosí, este fue el principal centro de recepción de los indígenas que estaban circunscritos a la Mita minera. La mayoría de los "indios mitayos" trabajaban en esta mina.

La Mita minera fue un sistema de trabajo instaurado en América en la época hispánica, principalmente en el virreinato del Perú. Este sistema laboral fue uno de los pilares de la minería del virreinato, junto a las reservas metálicas.
El término mita proviene de la palabra quechua mit’a, que hacía referencia al trabajo comunitario basado en la reciprocidad del imperio incaico. Posteriormente fue remodelado y adaptado por los españoles para explotar los yacimientos con metales preciosos.
Su propósito era asegurar la mano de obra indígena para la extracción de minerales en los distintos centros mineros del virreinato peruano; al indígena que brindaba su trabajo se le llamaba "mitayo".

## Principales centros mineros
Las minas más resaltantes del virreinato del Perú fueron:
- Potosí (19 de abril de 1545)[2]
- Santa Barbara de Huancavelica (1564)[3]
- Cerro de Pasco (1569)
- Castrovirreyna
- Oruro
- Cailloma
- Cotahuasi
- Laicacota
- Porco
- Lucanas y Paricacochas
- Condoroma
- Chorunga (1750)
- Hualgayoc (1771)[1]
- Chalhuani (1775)

## Historia
La mita minera fue instaurada por el Virrey Toledo en el año 1572, transformándola en una especie de tributo al trabajo, en el cual una séptima parte de los adultos varones casados de cada pueblo de indios, cuya edad oscilaba entre los 18 y 50 años, estaban obligados a cumplir con esta labor un año de cada seis para la extensión del reino del Perú. Para facilitar la implementación de la mita, Toledo dispuso la creación de reducciones o pueblos de nativos a cargo de un corregidor que se encargaba de designar a las personas que cumplirían con esta obligación.
Los mitayos tenían un salario que iba destinado para sus gastos en el tiempo en que residiese en la minas, y también para el tributo indígena.[cita requerida] Sin embargo eran considerados poco eficientes como trabajadores debido a su inexperiencia en la minería. Por tanto, para algunas labores eran preferidos peones que trabajaban voluntariamente a paga.
Fue abolida en 1812 por las Cortes liberales de Cádiz.

## Impacto demográfico en la población indígena
La mita minera tuvo un impacto significativo en las comunidades indígenas. Muchos trabajadores sufrían enfermedades, agotamiento extremo o morían debido a las duras condiciones. Además, su ausencia prolongada desestructuraba la economía agrícola de las comunidades.
La implementación de la mita minera tuvo consecuencias en las poblaciones indígenas de las regiones afectadas, reduciendo la demografía de los Andes y otras zonas mineras. Un caso notable es el de Chumbivilcas, cuyos ayllus tenían la obligación de presentar mitayos a la mina de Huancavelica; en 1571 la población total de esta provincia era de 30,304 indígenas; mientras que en 1690 (auge de la mita minera) era de 7,300 indígenas.